# 宗人令
宗人令，明朝宗人府官员，设左右宗人令各一人，正一品。
宗人令掌管明朝皇帝九族的宗族名册，并按时撰写帝王谱系，记录宗室成员子女的嫡庶、名称封号、嗣职袭位、生卒年间、婚嫁、丧葬谥号等事。凡是宗室陈述请求，均为之向皇上汇报，并引荐贤才、记录得失等。明朝洪武三年，设立大宗正院。洪武二十二年，改名宗人府，并命亲王掌管，秦王朱樉为第一任宗人令。此后，均以元勋外戚大臣兼领，不再专设官员，其负责事务转移至礼部。